# Hestinalis divona
Hestinalis divona är en fjärilsart som beskrevs av William Chapman Hewitson 1861. Hestinalis divona ingår i släktet Hestinalis och familjen praktfjärilar. Inga underarter finns listade i Catalogue of Life.